# Allen Stone
Allen Stone (nascido em 13 de março de 1987) é um músico norte-americano de soul e R&B. Natural de Chewelah, Washington, Stone começou sua carreira cantando na igreja de seu pai. Seu pai era um pastor e sua mãe uma enfermeira. Ele cantou na igreja desde os 3 anos de idade.
Stone tem sido influenciado por Stevie Wonder, Marvin Gaye, The Meters, Aretha Franklin, Gladys Knight, Jamie Lidell e James Morrison.